# Castello di Condojanni
Il castello di Condojanni si trova nei pressi del centro abitato di Condojanni, nell'odierno comune di Sant'Ilario dello Ionio, e fu eretto dai Normanni nell'XI secolo sulla cima di un'altura rocciosa, tra quelle che dominano la Locride. Rappresenta uno dei pochi esempi di architettura alto medievale calabrese.
Il castello, insieme a quelli vicini e simili di Gerace, Stilo, Amendolea, Sant'Aniceto rientrava in un sistema difensivo di età normanna volto a controllare la costa ionica meridionale.

## La storia
Il possente donjon fu costruito per volere degli abitanti intorno all'XI secolo come luogo di avvistamento e di rifugio per la popolazione, in seguito all'intensificarsi delle scorribande saracene lungo le coste calabresi.
Con il passaggio della Calabria sotto il dominio degli Svevi, tale struttura fu ristrutturata ed ampliata, creando il vero e proprio castello, con l'aggiunta di alcune torri rettangolari. Da questo momento vennero scritti documenti che ne danno notizia.
Nel corso del XIII secolo il castello divenne il centro di comando del fiorente feudo di Condojanni.
Il castello divenne nei secoli proprietà di famose ed illustri dinastie siciliane, tra le quali i Ruffo di Calabria, i Marullo, i Carafa principi di Roccella.

## La struttura
La torre centrale ha una pianta quadrata, un'altezza che raggiunge i 30 metri e la struttura di innalza su quattro piani.
Il piano terra del castello presentava numerosi ambienti e un muro longitudinale divideva lo spazio interno del castello dalla piazza d'armi.
Le mura esterne del castello vennero ristrutturate diverse volte.